# قهوة البيض
""قهوة البيض""

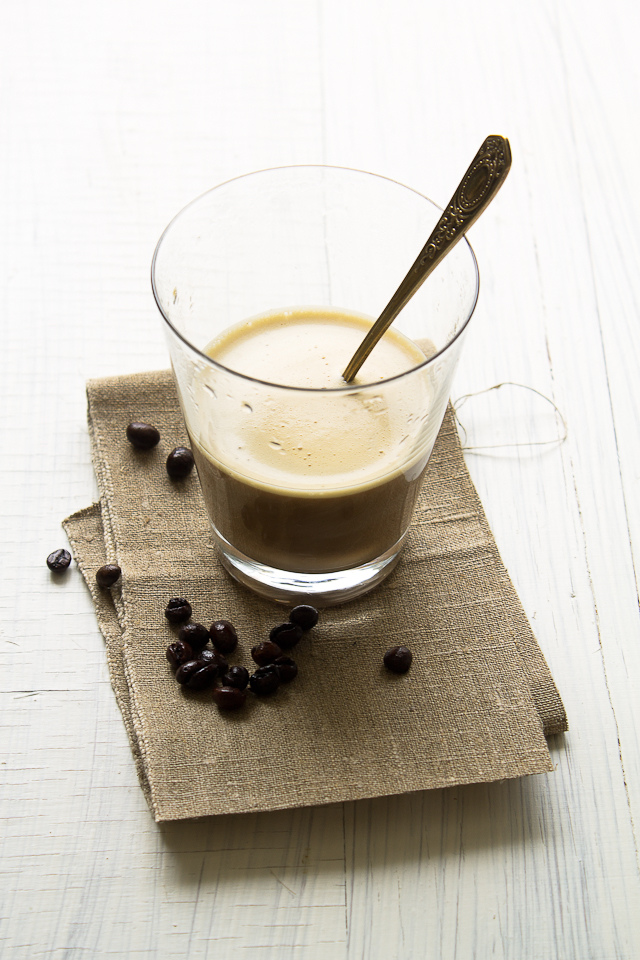

قهوة البيض هي الشراب الفيتنامي المعد تقليديا من صفار البيض والسكر والحليب المكثف وقهوة روبوستا. يتم إعدادها بخفق صفار البيض مع السكر والقهوة ثم أخذ نصف كأس من هذه القهوة وبعد ذلك يتم إضافة مقدار مماثل من كريمة البيض التي يتم إعدادها عن طريق خفق صفار البيض وتسخينه. وقد أطلق عليها بيز فيد «تيراميسو سائلة». يتم تقديم هذه القهوة طوال اليوم في مقاهي هانوي، ومن المعروف أن مقهى جيانج متخصص في تقديم هذا النوع من القهوة التي تُحضر بصفار بيض الدجاج ومسحوق القهوة والحليب المكثف (أو إضافة الجبن حسب الرغبة). يتم تقديم كأس القهوة في وعاء من الماء الساخن للاحتفاظ بدرجة حرارته. يقول ابن مبتكر هذه القهوة أن والده قد ابتكر هذه عندما كان توفر الحليب نادر في فيتنام فاستخدم صفار البيض ليحل محل منتجات الألبان. حصلت القهوة المقدمة في مقهى لوو جيا في سايغون (مدينة هو تشي منه) والتي تعد بطريقة مختلفة عن الطريقة الأساسية على تقييم جيد. ويوجد أيضا حلوى مصنوعة من البيض ويطلق عليها اسم «ماتشا البيض» التي يتم تحضيرها بمسحوق الماتشا وكريمة البيض.